# Макс Бренд
Фредерік Ши́ллер Фа́уст (29 травня 1892 — 12 травня 1944) — американський письменник, який писав здебільшого вестерни, більш відомий під псевдонімом Макс Бренд.
Фауст (як Макс Бренд) створив також образ відомого медика-інтерна доктора Джеймса Кілдарі в серії історій для pulp-журналів. Образ Фаустівського Кілдарі впродовж кількох дисятиліть використовувався в театральних фільмах Paramount Pictures та Metro-Goldwyn-Mayer, радіосеріалах, телесеріалах та коміксах. Також Фауст працював з іншими псевдонімами, такими як Джордж Оуен Бакстер, Еван Еванс, Джордж Еванс, Девід Меннінг, Джон Фредерік, Пітер Морланда, Джордж Чалліс та Фредерік Фрост.
Фауст народився в Сієтлі. Батьки, Гілберт Леандер Фауст і Луїза Елізабет (Уріель) Фауст, померли коли він був ще хлопчиком. Виріс в центральній Каліфорнії, а пізніше працював ковбоєм на одному з численних ранчо в долині Сан-Хоакін. Фауст навчався в Каліфорнійському університеті, Берклі, де він почав писати для студентських видань, поетичних журналів і газет. Не закінчивши навчання Фауст у 1915 році приєднується до Канадської армії, звідки наступного року дезертує і перебирається до Нью-Йорку.
Впродовж 1910-х років Фауст продавав розповіді в pulp-журнали Френка Мансі, зокрема All-Story Weekly та Argosy Magazine. Коли США у 1917 році включилися в Першу світову війну, Фаус намагався вступити до армії, але отримав відмову.
Фауст одружився з Дороті Счілліг у 1917 році. У пари було троє дітей.
Ставши військовим кореспондентом під час Другої світової війни, помер у 1944 році від поранення шрапнеллю в Італії.